# 540'erne f.Kr.
Århundreder: 7. århundrede f.Kr. – 6. århundrede f.Kr. – 5. århundrede f.Kr.
Årtier: 590'erne f.Kr. 580'erne f.Kr. 570'erne f.Kr. 560'erne f.Kr. 550'erne f.Kr. – 540'erne f.Kr. – 530'erne f.Kr. 520'erne f.Kr. 510'erne f.Kr. 500'erne f.Kr. 490'erne f.Kr.
År: 549 f.Kr. 548 f.Kr. 547 f.Kr. 546 f.Kr. 545 f.Kr. 544 f.Kr. 543 f.Kr. 542 f.Kr. 541 f.Kr. 540 f.Kr.